# Più bella cosa
Più bella cosa ([ˌpju ˈbɛlla ˈkɔːza]; italienisch für Die schönste Sache der Welt) ist ein Lied des italienischen Popsängers Eros Ramazzotti. Es wurde im April 1996 vorab als erste Single aus dem Studioalbum Dove c’è musica veröffentlicht, das am 13. Mai jenes Jahres erschien.

## Entstehung
Das Lied wurde von Eros Ramazzotti zusammen mit Claudio Guidetti und Adelio Cogliati geschrieben. Es ist dem Schweizer Model Michelle Hunziker gewidmet, der damaligen Lebensgefährtin und späteren Ehefrau von Ramazotti.

## Musikvideo
Der Videoclip wurde von Nigel Dick für Squeak Pictures mit Ramazzotti und Hunziker inszeniert.

## Spanische Version
Wie bei vielen anderen erfolgreichen Veröffentlichungen von Ramazzotti üblich, veröffentlichte er einen spanischsprachigen Parallelsong für Spanien und die lateinamerikanischen Märkte mit dem Titel La cosa más bella. Diese Version wurde auf der parallelen spanischsprachigen Version des Albums Dove c’è musica mit dem Titel Donde hay música veröffentlicht. Sie erreichte den zweiten Platz in den Hot-Latin-Songs-Charts in den USA.

## Chartplatzierungen
| ChartsChartplatzierungen | Höchstplatzierung | Wochen |
| ------------------------ | ----------------- | ------ |
| Deutschland (GfK)        | 17 (30 Wo.)       | 30     |
| Italien (M&D)            | 1 (12 Wo.)        | 12     |
| Österreich (Ö3)          | 9 (18 Wo.)        | 18     |
| Schweiz (IFPI)           | 6 (28 Wo.)        | 28     |
| Spanien (Promusicae)     | 1 (4 Wo.)         | 4      |

| ChartsJahrescharts (1996) | Platzierung |
| ------------------------- | ----------- |
| Deutschland (GfK)         | 46          |
| Österreich (Ö3)           | 28          |
| Schweiz (IFPI)            | 11          |

## Auszeichnungen für Musikverkäufe
| Land/Region          | Auszeichnungen für Musikverkäufe (Land/Region, Auszeichnung, Verkäufe) | Verkäufe |
| -------------------- | ---------------------------------------------------------------------- | -------- |
| Frankreich (SNEP)    | Silber                                                                 | 125.000  |
| Italien (FIMI)       | 2× Platin                                                              | 200.000  |
| Mexiko (AMPROFON)    | Platin                                                                 | 60.000   |
| Spanien (Promusicae) | Platin                                                                 | 60.000   |
| Insgesamt            | 1× Silber · 4× Platin ·                                                | 465.000  |

Hauptartikel: Eros Ramazzotti/Auszeichnungen für Musikverkäufe
Ramazzotti spielte das Lied unter anderem bei der Festivalbar im Sommer 1996. Das Lied wurde mit dem Preis für den besten Song ausgezeichnet. Der Song gewann 1997 auch die MTV Europe Gold Awards.